# مرکز درمانی شیبا
مرکز درمانی شیبا در تل هاشومر (به عبری: המרכז הרפואי ע"ש חיים שיבא - תל השומר‌) نام بزرگ‌ترین بیمارستان و مرکز درمانی در کشور اسرائیل است که در رمت گن در تل‌آویو قرار دارد. مرکز درمانی شیبا بخاطر خدمات باکیفیت درمانی و بخش پژوهش‌های پزشکی ویژه‌اش، بخصوص در زمینه درمان سرطان، دارای شهرت بین‌المللی است.
مرکز درمانی شیبا به نام جراح مشهور اسرائیلی به نام دکتر چایم شیبا نامگذاری شده است. مدیریت کنونی بیمارستان تل هاشومر بر عهده‌ی دکتر زیو روت اشتاین است.

## بیماران
آریل شارون، نخست وزیر اسبق اسرائیل در پی سکته مغزی از تاریخ ۲۸ مه تا ۶ نوامبر ۲۰۰۶ میلادی در بیمارستان تل هاشومر بستری بود.
مطبوعات بین‌المللی در تاریخ ۱۰ اکتبر ۲۰۰۸ میلادی خبری را منتشر کردند مبنی بر اینکه یک کودک ۱۲ ساله مسلمان‌زاده ایرانی که مبتلا به تومور مغزی بدخیم است، پس از آنکه درمان او در ایران و ترکیه امکان‌پذیر نشد، به توصیه پزشکان و با دریافت ویزای اسرائیل، جهت درمان به همراه والدین خود، از ترکیه به اسرائیل رفته و در مرکز درمانی شیبا بستری شده است. رئیس بیمارستان شیبا در مورد پذیرش کودک ایرانی گفته است: «ما پذیرش کودک بیمار ایرانی را انجام دادیم، چون درمان بیماران فارغ از ملیت آنان، شغل ماست».

## نگارخانه

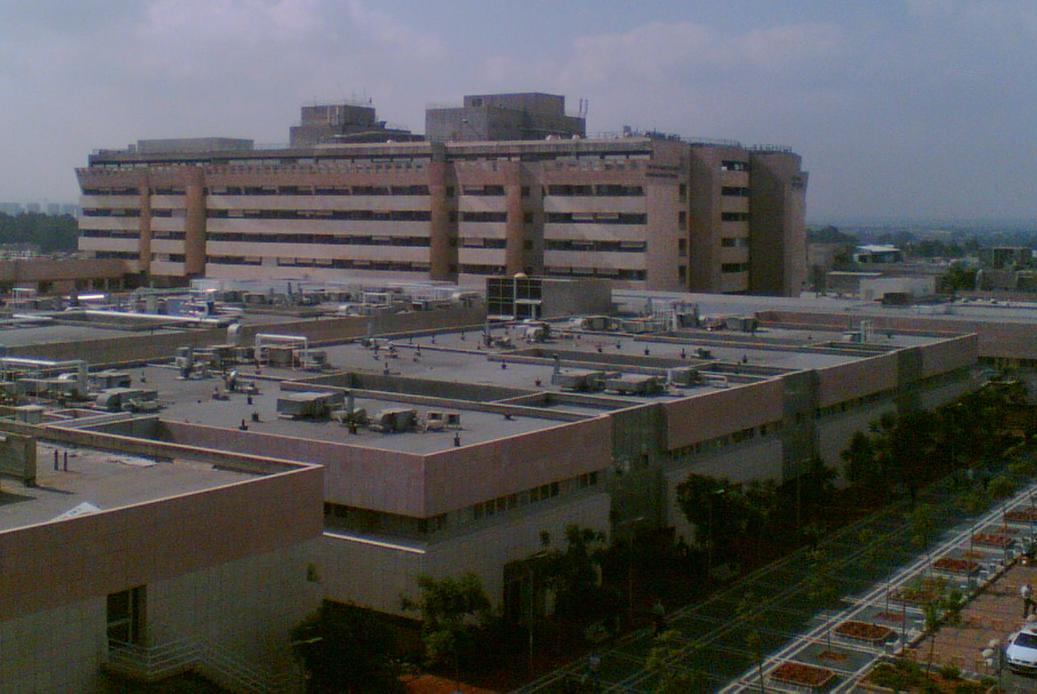
مرکز درمانی شیبا
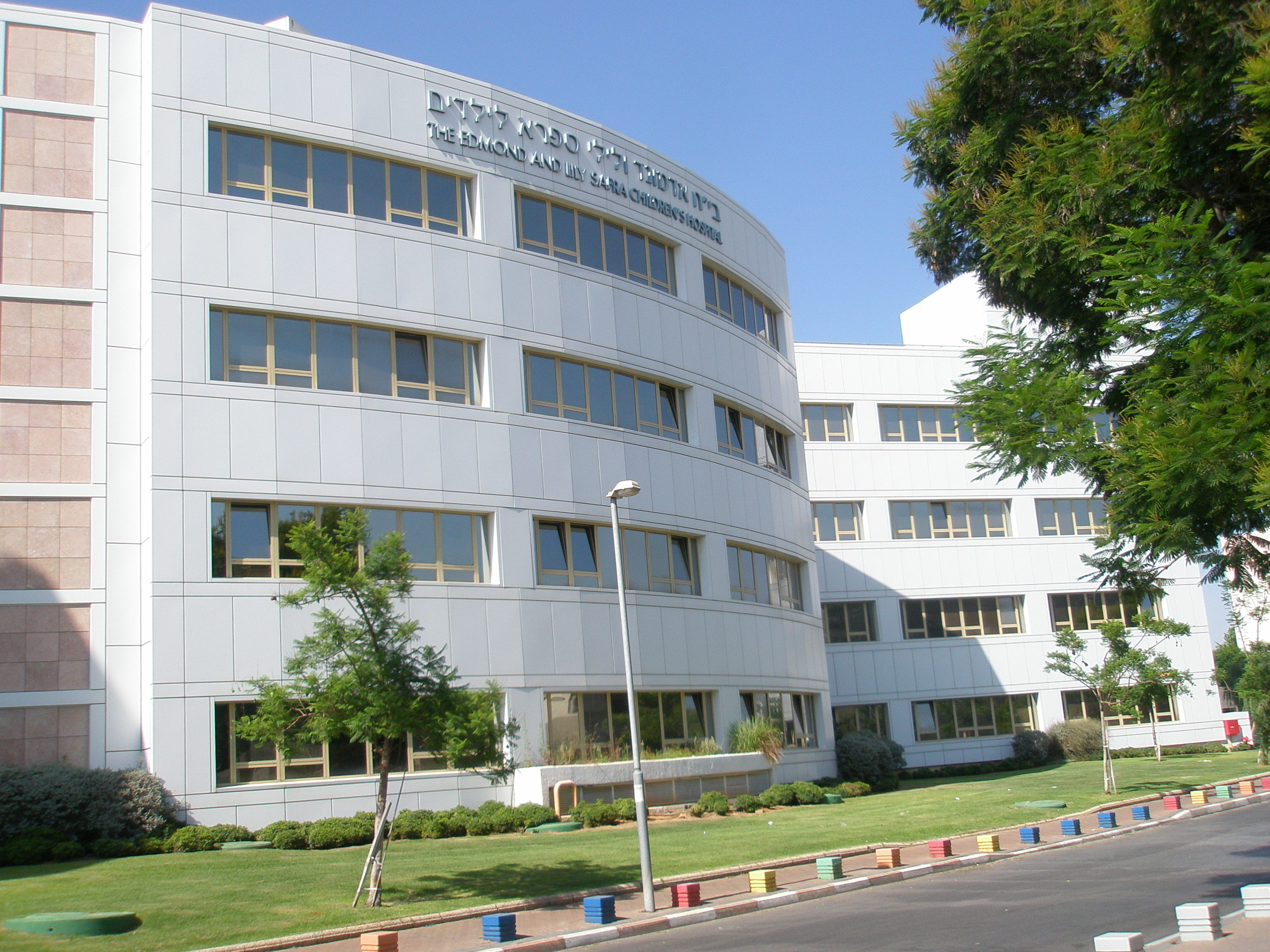
بیمارستان کودکان صفرا
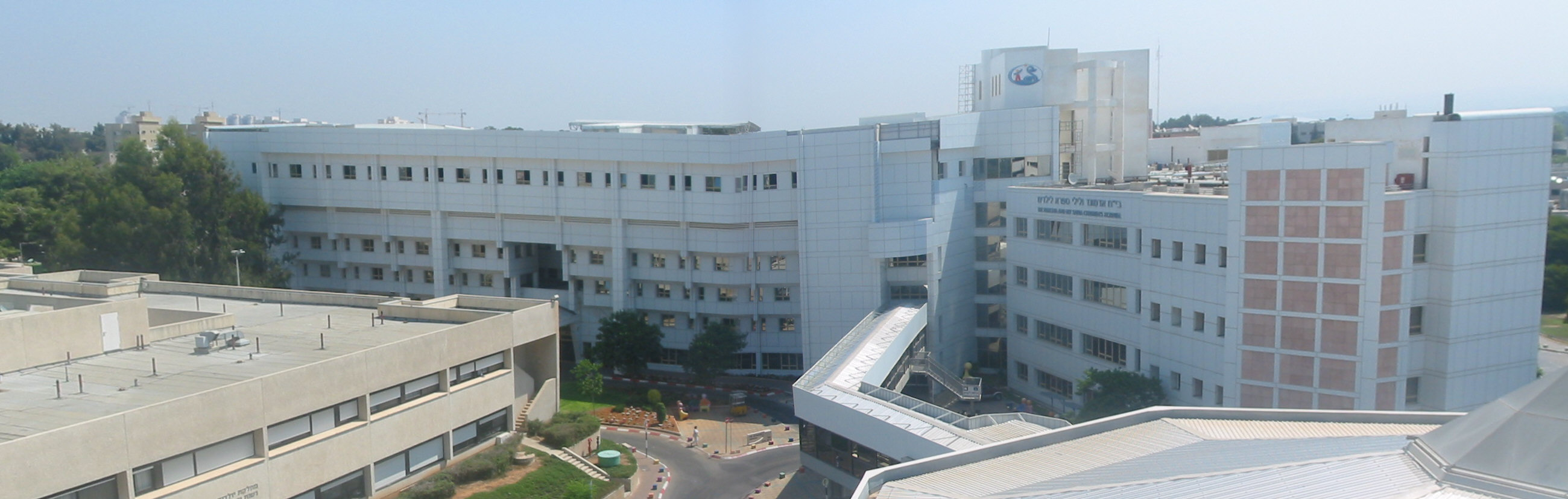
بیمارستان کودکان صفرا
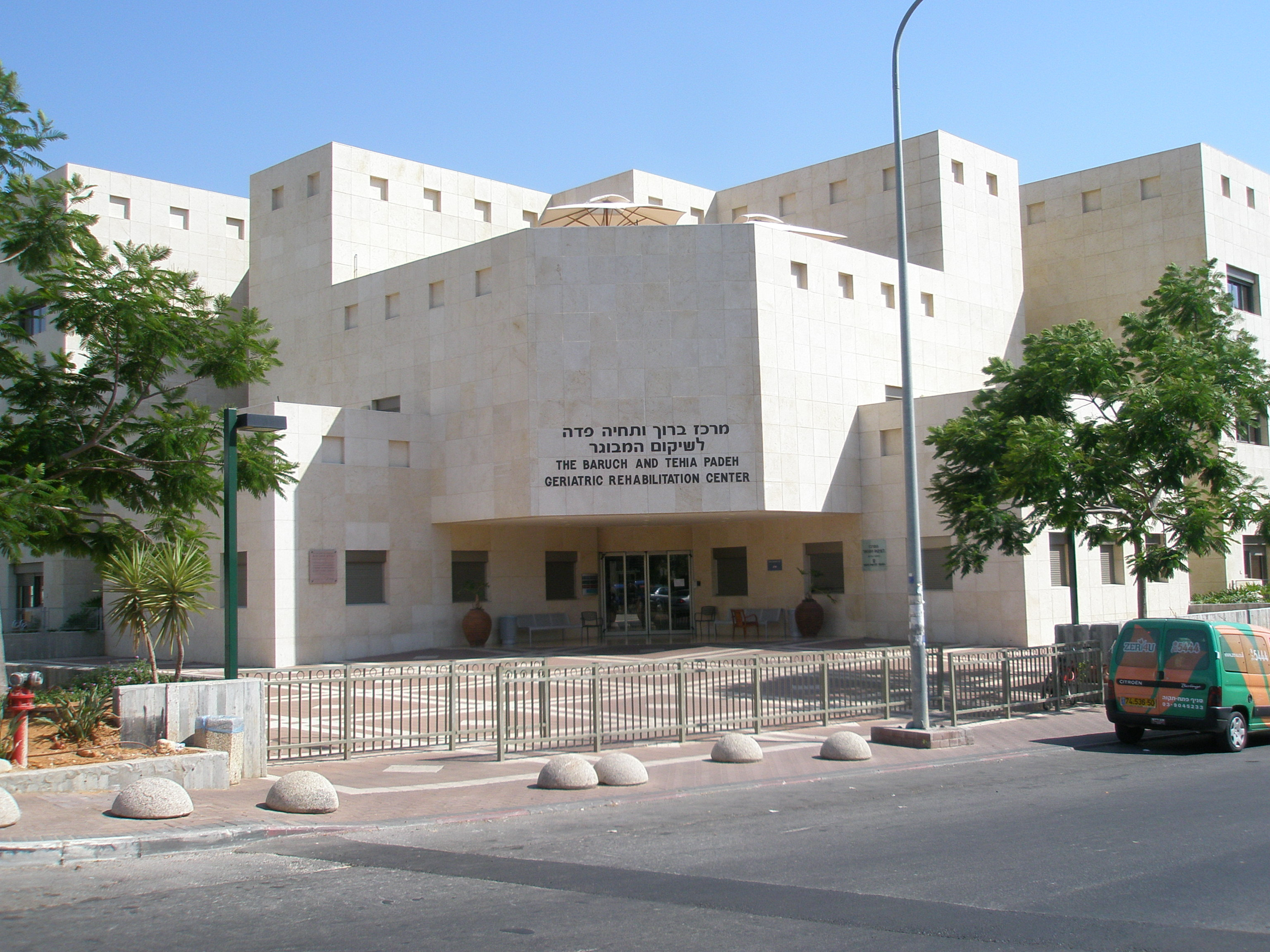
مرکز توانبخشی پاده گریاتریک